# 张自忠路站
张自忠路站是一个位于中国北京市东城区交道口街道、景山街道、北新桥街道、东四街道交界，东四北大街、张自忠路、东四十条交叉口，属于北京地铁5号线的地铁车站，車站色調為米黃色。

## 位置
该站位于平安大街（张自忠路、东四十条）与东四北大街交汇处，因张自忠路得名。

## 结构
该站为地下车站，岛式站台设计，站厅内立有张自忠的半身像，同时也设置了抗战主题青铜浮雕《台儿庄战役》。
| 地面层          | 出入口                  | A—D出入口                        |
| 地下一层 站厅层 | 站厅                    | 客务中心、自动售票机、进出站闸机 |
| 地下二层 站台层 |                         | █ 5号线往天通苑北（北新桥）      |
| 地下二层 站台层 | 岛式站台，左側開门      |                                  |
| 地下二层 站台层 | █ 5号线往宋家庄（东四） |                                  |

## 出口
这座车站有4个出入口：A（西北）、B（东北）、C（东南）、D（西南）。
|                           |                    |                  |      |            |
| 编号                      | 指示               | 建议前往的目的地 | 照片 | 无障碍设施 |
| 出口 · A                  | 东四北大街（西侧） | 张自忠路（北侧） |      | 不適用     |
| 出口 · B                  | 东四北大街（东侧） | 东四十条（北侧） |      | 不適用     |
| 出口 · C                  | 东四北大街（东侧） | 东四十条（南侧） |      | 不適用     |
| 出口 · D · 轮椅升降台标志 | 东四北大街（西侧） | 张自忠路（南侧） |      |            |
| 註： 設有輪椅升降台       |                    |                  |      |            |